# Argiope anomalopalpis
Argiope anomalopalpis är en spindelart som beskrevs av Bjorn 1997. Argiope anomalopalpis ingår i släktet Argiope och familjen hjulspindlar. Inga underarter finns listade i Catalogue of Life.